# Cycloramphus duseni
Cycloramphus duseni é uma espécie de anfíbio da família Cycloramphidae. Antes da espécie Cycloramphus izecksohni ser nomeada em 1983, essas duas espécies costumavam ser confundidas.
É endémica da região sul do Brasil.
Os seus habitats naturais são: florestas subtropicais ou tropicais húmidas de baixa altitude, rios e cavernas.
Está ameaçada por perda de habitat.